# Első polocki csata
Az első polocki csatára 1812. augusztus 17-18-án került sor. (Meg kell különböztetni a második polocki csatától, ami két hónappal később zajlott le.)
Az orosz csapatok Peter Wittgenstein parancsnoksága alatt korábban Kljaszticinél vereséget mértek a Nicolas Oudinot vezette francia-bajor-holland csapatokra, megállítva azok Szentpétervár felé előrenyomulását. A vereség után a franciák visszavonultak Polockba. Augusztus 17-én kora reggel Wittgenstein 1. gyalogsági hadteste megtámadta a francia-bajor-holland hadsereg állásait Szpasz falu mellett, visszavonulásra kényszerítve a franciákat. Oudinot átcsoportosította erőit és ellentámadást indított a centrumban. Az éjszaka mindkét félnek sikerült megtartania a pozícióját. A francia parancsnok azonban megsebesült, ezért kénytelen volt átadni az irányítást Saint-Cyrnek.
Másnap reggel Gouvion Saint-Cyr vállalkozott főcsapás megindítására az oroszok ellen. Megtévesztő manőverbe kezdett, aztán hirtelen megtámadta az oroszok bal szárnyát és centrumát. A támadás kezdetén nagyobb sikert értek el, a francia csapatok áttörtek az oroszok vonalán és elfoglalták hét ágyújukat. Az oroszok veresége úgy tűnt, hogy rövidesen bekövetkezik, ekkor Wittgenstein lovassági ellentámadást szervezett. Ez pánikot okozott a franciák és a szövetséges bajorok illetve hollandok között és a támadásukból visszavonulás lett. Másrészt Wittgenstein is visszavonult a Drisszához. A következő két hónapban a két fél ebben az irányban befejezte a hadműveleteket. Az oroszok célja az volt, hogy megakadályozzák Szentpétervár elfoglalását, a franciák célja pedig az, hogy az orosz sereg ne tudjon állásaiból kimozdulni.
Saint-Cyr a csatában megsebesült, de a sikerért marsallbotot kapott.

## Fordítás
- Ez a szócikk részben vagy egészben  a   First Battle of Polotsk című angol Wikipédia-szócikk fordításán alapul.  Az eredeti cikk szerkesztőit annak laptörténete sorolja fel. Ez a jelzés csupán a megfogalmazás eredetét és a szerzői jogokat jelzi, nem szolgál a cikkben szereplő információk forrásmegjelöléseként.